# 社會支持
社會支持（英語：social support）是一個心理學術語，是指個人可以感受、察覺或接受到來自他人的關心或協助。社會支持也被分為工具性支持（Instrumental support）以及情緒性支持（Emotional Support），前者指實際具體的協助，後者為社會心理功用的支持。